# 史蒂夫·伍爾加
史蒂夫‧伍爾加(英語：Steve Woolgar，1950年—)，英國社會學家。其曾與布魯諾·拉圖(Bruno Latour)一同撰寫《實驗室生活：科學事實的建構過程》(Laboratory Life: the Social Construction of Scientific Facts)。他是科學研究、科學知識的社會學(SSK)、科技與社會(STS)領域的重要貢獻者。